# Джеллетт, Джон Хьюитт
Джон Хьюитт Джеллетт (25 декабря 1817 — 19 февраля 1888) — ирландский математик и священник. Занимал должность 31-го ректора Тринити-колледжа в Дублине.
Он также был священником Ирландской церкви.

## Ранние годы и личная жизнь
Джон Хьюитт Джеллетт был сыном преподобного Моргана Джеллетта (ок. 1787—1832), впоследствии настоятеля Талликорбета, графство Монахан, и его жены Харриет Таунсенд, дочери Хьюитта Болдуина Пула, эсквайра (умер в 1800 году) из Мэйфилда,
Корк, от его жены Доротеи Моррис. Родился в Кэшеле, графство Типперери, в 1817 году. Получил образование в колледже Килкенни и Дублинском Тринити-колледже, где в 1840 году стал стипендиатом.
Был старшим братом Хьюита Пула Джеллетта, юрисконсульта (Ирландия) и председателя квартальных сессий в графстве Лиишь, и достопочтенного Генри Джеллетта, архидиакона из Клойна.
Джон Хьюитт Джеллетт женился 7 июля 1855 года на своей двоюродной сестре по материнской линии Доротее Шарлотте Моррис Морган (ок. 1824—1911), дочери Джеймса Моргана, и у них родилось семеро детей. Его сын, Уильям Морган Джеллетт, был членом парламента Соединенного Королевства; он был отцом знаменитой художницы Майни Джеллетт и Доротеи Джеллетт, руководителя оркестра дублинского театра «Гейети». Другой сын, Генри Холмс Джеллетт, был инженером-строителем в Британской Индии. Его дочь Харриетт Мэри Джеллетт была женой известного ирландского физика Джорджа Фрэнсиса Фицджеральда. Другая дочь, Ева Джеллетт, стала первой женщиной, получившей высшее медицинское образование в Дублинском Тринити-колледже, и продолжила врачебную практику в Индии.
Он умер от заражения крови в доме ректора 19 февраля 1888 года и был похоронен на кладбище Маунт-Джером в Дублине 23 февраля. Похоронная процессия была самой многочисленной, которая когда-либо покидала Тринити-колледж.

## Академическая карьера
Джон Хьюитт Джеллетт получил степень бакалавра математики в 1837 году, магистра в 1843 году, степень бакалавра богословия в 1866 году и доктора богословия в 1881 году. В 1846 году он был рукоположён в сан священника. В 1848 году он был избран на кафедру естественной философии в Тринити-колледже, а в 1868 году получил назначение комиссаром ирландского национального образования.
В 1851 году он был награждён медалью Каннингема Королевской ирландской академии за работу над «Вариационным исчислением». Позже это общество избрало его своим президентом, и он занимал эту должность с 1869 по 1874 год.
В 1870 году, после смерти доктора Томаса Луби, он стал старшим членом и, таким образом, членом совета колледжа. В феврале 1881 года правительство Гладстона назначило Джеллетта ректором Тринити-колледжа. В том же году он был награждён Королевской медалью Королевского общества.
После упразднения Ирландской церкви он принимал активное участие в работе генерального синода и во всех работах, направленных на продвижение её интересов. Он был способным математиком и написал Трактат по вариационному исчислению (1850) и Трактат по теории трения (1872), а также несколько работ по чистой и прикладной математике, статьи в Трудах Королевской Ирландской академии. Он также написал несколько богословских эссе, проповедей и религиозных трактатов, главными из которых были Исследование некоторых моральных трудностей Ветхого Завета (1867) и Действенность молитвы (1878).